# Coaching
A coaching a coach és az ügyfél (más néven coachee) közötti együttműködés, amelynek célja az ügyfél személyes és szakmai fejlődésének elősegítése. A coach különböző technikákat, eszközöket és keretrendszereket használ, hogy segítsen az ügyfeleknek tisztázni céljaikat, azonosítani az akadályokat és cselekvési terveket kidolgozni a kívánt eredmények elérése érdekében. 
A Nemzetközi Coach Szövetség (ICF) meghatározása szerint a coaching "az ügyfelekkel való együttműködés egy olyan gondolatébresztő és kreatív folyamatban, amely inspirálja őket személyes és szakmai potenciáljuk maximalizálására". A coaching folyamata gyakran a képzelőerő, a termelékenység és a vezetői képesség korábban kiaknázatlan forrásait tárja fel".
Az Európai Mentoring és Coaching Tanács (EMCC) a coachingot úgy definiálja, mint "olyan együttműködési folyamatot, amelynek során egy képzett coach egy egyénnel vagy egy csoporttal (coachee) dolgozik együtt, hogy fokozza teljesítményüket, elérjék céljaikat, és javítsák személyes és szakmai fejlődésüket. A coach elősegíti a coachee-k önmegismerését, ösztönzi a tanulást és a növekedést, és támogatja őket saját megoldásaik és stratégiáik megtalálásában. A coaching arra összpontosít, hogy a coachee-kat képessé tegye arra, hogy maximalizálják a lehetőségeiket, betekintést nyerjenek és hatékony intézkedéseket tegyenek a pozitív változások megteremtése érdekében."
A coaching abban különbözik a mentorálástól, hogy a coaching az ügyfél önfeltárásának, célmeghatározásának és teljesítményének javítására összpontosít, míg a mentorálás során egy tapasztaltabb személy a szaktudása alapján ad tanácsot és útmutatást. 
A coaching célja az egészséges, de bizonyos nehézségekkel küzdő vagy akár csak önmagukat egyes területeken fejleszteni kívánó embereknek, szervezeteknek való segítségnyújtás.
A coach a coaching során nem ad közvetlenül tanácsot. Kérdéseivel, alkalmazott technikáival segíti hozzá az ügyfelét (a coachee-t) a válaszok megtalálásához. A jelen megoldandó feladataira és a jövőben megvalósuló megoldásokra koncentrál. Kivitelezése történhet személyesen és online formában is.

## Története
A "coach" szó a 16. századból származik, és eredetileg egy közlekedési módra, konkrétan a lóvontatású kocsira utalt. A szó a magyar kocsi szóból származik, amely a kiváló minőségű kocsik gyártásáról ismert Kocs községből származó kocsit jelentette. Idővel a "coaching" kifejezés a szó szerinti szállítási kontextusból átváltozott, és metaforikusan az egyének személyes és szakmai fejlődésének irányítására és támogatására irányuló folyamatot jelképezi.
A coaching számos alapelve a pszichológiából, különösen a sportpszichológiából ered. Az elnevezés széles körben először a sport világában terjedt el, ahol a coaching edzést jelent, a coach edzőt.
Tim Gallway (1938–) amerikai teniszoktató volt az első, aki a coaching lényegéről írt a tenisz-, azután a golfoktatás területén 1975-ben megjelent Tenisz mint belső játszma című könyvében. Szerinte a saját fejünkben lévő ellenfél sokkal félelmetesebb, mint a teniszháló túloldalán lévő. Azt állítja, hogy az edző (coach) abban tud segíteni a játékosnak, hogy a teljesítménye útjában álló akadályokat elhárítsa vagy csökkentse. Ha ez sikerül, felszínre kerülnek természetes képességeink, és nem lesz tovább szükség az edző technikai utasításaira. Egy idő után Gallway azon vette észre magát, hogy több előadást tart üzletemberek, mint sportolók számára.
A coaching modern, üzleti formájában az 1980-as években született, és azóta folyamatosan terjed, fejlődik világszerte. Ennyi idő elég volt annak bebizonyítására, hogy nemcsak afféle hóbort, hanem komoly, tartós üzleti sikert eredményező eszköz, megközelítés.
A berlini fal leomlása óta a coaching Kelet-Európában is elindult hódító útjára. Bár az e térségben élők számára hátrányt jelentett, hogy később érkezett hozzájuk, azonban előnyt is, mert már kevesebb félreértelmezéssel, letisztultabb formában ismerhették meg.

## Területei

### Designgondolkodás-alapú coaching (Design Thinking, tervezői gondolkodás)
A tanácsadói (pl. coaching) irányzatok és menedzsmenttechnikák közül azok a sikeresebbek, produktívabbak, amelyek ráébresztik ügyfeleiket és környezetüket arra, hogy megoldásokat ne az úgynevezett problématérben (a problémák között, a problémák kapcsán), hanem a megoldástérben (lehetőségek terében) keressék. Viszont a legkitűnőbb döntési módszer sem segít akkor, ha nincsenek jó választási lehetőségek. A megoldásközpontú gondolkodás bizonyosan zsákutcához vezet, ha például a problémamegoldó számára adott környezetben nem érhetők el azok a megoldások, amelyek valóban megszüntetnék a problémákat. Gyakran adódik olyan helyzet is, amikor egy jól bevált terv, vagy eszköz nem működik, akkor új tervre vagy eszközre van szükség. Ha pedig egy olyan új szituációba kerültünk, amelyben nincsenek jól működő terveink, eszközeink, ebben az esetben fel kell vennünk az ú.n. "design attitűdöt" (tervezői állapot), professzionális tervezőként kell gondolkodnunk és helytállnunk.
A tervezői gondolkodásra alapozó vezetés és tanácsadás (designgondolkodás) nem is problémákról, hanem működési zavarokról beszél.
A tervezői szemléletű vezető és tanácsadó (coach vagy mediátor) működési zavar esetén a hagyományos megoldástéren túllépve a jóval bővebb Tervezői Térben kutat új, a megoldástérben nem található, a felhasználó számára egyszerre vonzó (loveliest) és működőképes (likeliest) tervek (design) után. A tervezői gondolkodásra épülő vezetés és tanácsadás (designgondolkodás és coaching) egyedisége az új tervek felfedezésének módszertanában rejlik.

### Gyermek (Kids) coaching
A kids coaching kifejezetten gyermekekre irányul, az ő kognitív képességeiket, kompetenciáikat figyelembe vevő tesztek (pl. Dr. Kollár-féle MELLON-66 teszt), feladatok, megközelítések segítségével. A módszer hozzásegíti a résztvevőket ahhoz, hogy egy közös, informális tanulóhálózatot alkossanak a coach-csal a szülők és a gyerekek.
Az eljárás nem ideológiákra épít, hanem gyakorlati praktikákra, a gyakorlatban sokszorosan és sikeresen bevált stratégiákra alapoz. A kids coach kompetenciákra égető szüksége van minden, gyermekekkel foglalkozó szakembernek: pszichológusok, pedagógusok, orvosok, ápolók, családsegítők, gyámhatósági munkatársak, szociális dolgozók kelléktárából nem hiányozhat.

### Életvezetési (life) coaching
A coachingnak ez a fajtája az értékek és jövőkép tisztázásáról és célok kitűzéséről szól, annak érdekében, hogy az adott személy kielégítő, sikeres és teljes életet éljen. Az életvezetési coaching során a coach segít kliensének tisztázni, mit akar az élettől, támogatja és bátorítja a változási folyamat során. Az életvezetési coaching – a tartalma alapján – tehát például karriercélokkal, pályaválasztással, munkahelyváltással, beilleszkedéssel összefüggő megoldásokra, feladatokra összpontosít.

### Üzleti (business) coaching
Célja, hogy a vállalat tulajdonosait, illetve menedzsereit abban támogassa, hogy a napi feladatokon túl lássák a „nagy képet”, fejlesszék beosztottaikat, magasabb szintű szolgáltatást nyújtsanak ügyfeleiknek, és mindenekelőtt, egyensúlyt tudjanak teremteni a magánélet és a munkájuk, munkahelyük között. Ebben a formában a business coach elsősorban a vállalkozás építésében, átszervezésében, stratégiai tervezésben, szervezeti változások bevezetésében nyújt business coaching támogatást. Ennél a megbízási formánál a cél elsősorban a szervezeti teljesítmény növelése. Külföldön a business coach kis- és középvállalkozások vezetőinek, tulajdonosainak nyújt szolgáltatásokat.
Klasszikus business coaching témák: 
- asszertivitás,
- burnout (kiégési szindróma),
- delegálás,
- döntés,
- időgazdálkodás,
- karrier,
- konfliktuskezelés,
- motiválás,
- networking,
- önbizalom,
- önismeret,
- personal brand,
- stressz.

### Értékesítési Coaching
Az értékesítési coaching egy hatékony módszer, amely arra összpontosít, hogy fejlessze az értékesítők készségeit és teljesítményét. A coach rendszeres, személyre szabott visszajelzéseket és útmutatást nyújt az értékesítőknek, hogy segítse őket a céljaik elérésében. Az értékesítési coach támogatja az értékesítők motivációját, fejleszti kommunikációs és problémamegoldó képességeiket, valamint tanácsokat ad az ügyféligények jobb megértésére és kielégítésére. Az értékesítési coaching a hatékonyság növelése mellett hozzájárul az értékesítők személyes fejlődéséhez is.
Az értékesítési coaching  egy speciális ága az üzleti coachingnak, mert hatékonyabb, ha van mögötte nem csak coaching, hanem értékesítői tapasztalat is. 

#### Karrierváltás coaching
A karrierváltás coaching olyan speciális formája az elhelyezkedést segítő karrier coachingnak, ami akár nagyobb ívű karrierváltásra is felkészít. Amikor nemcsak arról van szó, hogy valaki a szakterületén maradva például magasabb munkakörbe lép, vagy munkahelyet cserél, hanem szakterületet vagy életpályát is vált. Például, pénzügyről HR-re, alkalmazottból vállalkozóvá.

### Vezetői (executive) coaching
A vállalati vezető munkahelyi életére fókuszál. Célja, hogy fenntartható viselkedésbeli változások előidézésével a vezetői teljesítményt növelje.
A vezetői coachingok fókuszában leggyakrabban ezek a vezetői kompetenciák állnak: konfliktuskezelés, delegálás, visszajelzés konstruktívan, döntéshozás, befolyásolás, motiválás, strukturált interjútechnika. 
A vezetői coaching lehet felső vezetői coaching, amiben felső vezetők a résztvevők. A felső vezetői coachingnál a megbízás azonban ritkábban vonatkozik a vezetői kompetenciák fejlesztésére vagy a beilleszkedés támogatására. A megbízók inkább olyan jellegű szolgáltatásokat igényelnek, melyek segítik a felső vezetők alternatívákban való gondolkodását és jobb választásait. A változások hatékony bevezetését, kritikus témák megbeszélését, interperszonális helyzetek eredményesebb kezelését, a nagyon látványos, kulcsfontosságú vagy kockázatos feladatokra való felkészülést.

### Holisztikus coaching
A holisztikus coaching – a tartalma alapján – valamely, az üzleti és privát életben ellátott szerepkörökre, azaz a teljességre, a teljes emberre fókuszál.

### Sport coaching
Célja, hogy felébressze a sportoló, edző vagy egyéb, a sport területén tevékenykedő (szak)ember képességeit, tehetségét, potenciálját, segít felismerni és kiaknázni a rendelkezésére álló eszközöket, készségeket és kifejleszteni a hiányzókat, lehetővé téve, hogy elérje a személyes és sportbeli teljesítőképességének vélt felső határát, sőt túlszárnyalja azokat. A sport coach céljai kitűzésében és elérésében támogatja az ügyfelét, biztosítva számára egy optimális és teljesen személyre szabott tanulási folyamat mentális feltételeit.
A sport coaching egy hatásos metódus, melynek eszközrendszerét mind a sportolók (egyéni és csapat szinten egyaránt), mind az edzők, és a sport bármely területén tevékenykedő személy gyorsan elsajátíthatja és eredményesen használhatja. Utóbbiak a sport coachingot gyakran beépítik a felkészülési folyamatba, a mentális-érzelmi–önismereti munkát az edzés részévé teszik.

### Kézikönyvek
- Baracskai Zoltán: Profi Coach, eMentor Kiadó, Budapest, 2007, ISBN 9789630619882
- Kollár József – Kollárné Déri Krisztina: Vízen járni A válságkezelés filozófiája, Mentofaktúra Kiadó, Budapest, 2010, ISBN 9789630688574
- Dr. Kollár József – Dr. Kollárné Déri Krisztina – Dr. Mák Kornél: Derűterápia A hajótörés művészete, Belvedere Kiadó, Szeged, 2019, ISBN 9786156060174
- Komócsin Laura: Módszertani kézikönyv coachoknak és coaching szemléletű vezetőknek I–II. (150 coachingeszköz esetleírásokkal + 21 klasszikus coachingfolyamat), Manager Könyvkiadó és Könyvkereskedő Kft., Budapest, 2009–2011, ISBN 9789639912120 és ISBN 9789639912250
- (szerk.) Komócsin Laura: 77 tanulságos történet vezetőkről coachoktól és tanácsadóktól, Manager Könyvkiadó és Könyvkereskedő Kft., Budapest, 2010, ISBN 9789639912199
- Lisa Spencer-Arnell – Stephen Neale – Liz Wilson: Érzelmi intelligencia coaching, OKTKER-Nodus Kiadó Kft., 2015, ISBN 9789634413813
- Sárvári György: Belső harcos útja – Coaching kézikönyv, Central Médiacsoport Zrt., Budapest, 2013, ISBN 9789639710382
- Harry Siegmund – Cora Besser-Siegmund: Wingwave-Coaching – Készségfejlesztés és stresszkezelés szelíd ráhatással, Z-Press Kiadó, Budapest, 2011, ISBN 9789639493568
- Peter Szabó – Daniel Meier – Hankovszky Katalin: Rövid és tartós coaching – Megoldásközpontú beszélgetések, SolutionSurfers Magyarország Kft., Budapest, 2016, ISBN 9786158026819
- Sir John Whitmore: Coaching a csúcsteljesítményért, Z-Press Kiadó, Budapest, 2008, ISBN 9789639493414

### Elektronikus írások
- Magyar Coachszemle – A magyar coaching szakfolyóirat
- CoachLab Coaching Services Blog - A fenti és a Coaching egyéb területeiről Coaching szakmai írások
- Coaching blog – Minden, amit a coachingról tudni érdemes
- Gyalogló coaching: https://www.erdobemost.com/mit-aj%C3%A1nlunk/gyalogl%C3%93-coaching
- Online coaching: hatékony vagy sem?
- Ontological coachok közösségi oldala és ALUMNI
- https://web.archive.org/web/20160612214133/http://brandingcoach.hu/coaching
- Az üzleti coaching egy speciális, mélyebb szaktudást igénylő területe az értékesítési coaching

### Videók és hanganyagok
- Mentálkapu tanácsadói inkubátorház – Coachok a gyermeknevelésről: videós beszélgetések Archiválva 2022. február 19-i dátummal a Wayback Machine-ben
- iLoveSchool – Mindenki másképp csinálja: coaching bemutató hanganyag